# Bila Zerkwa

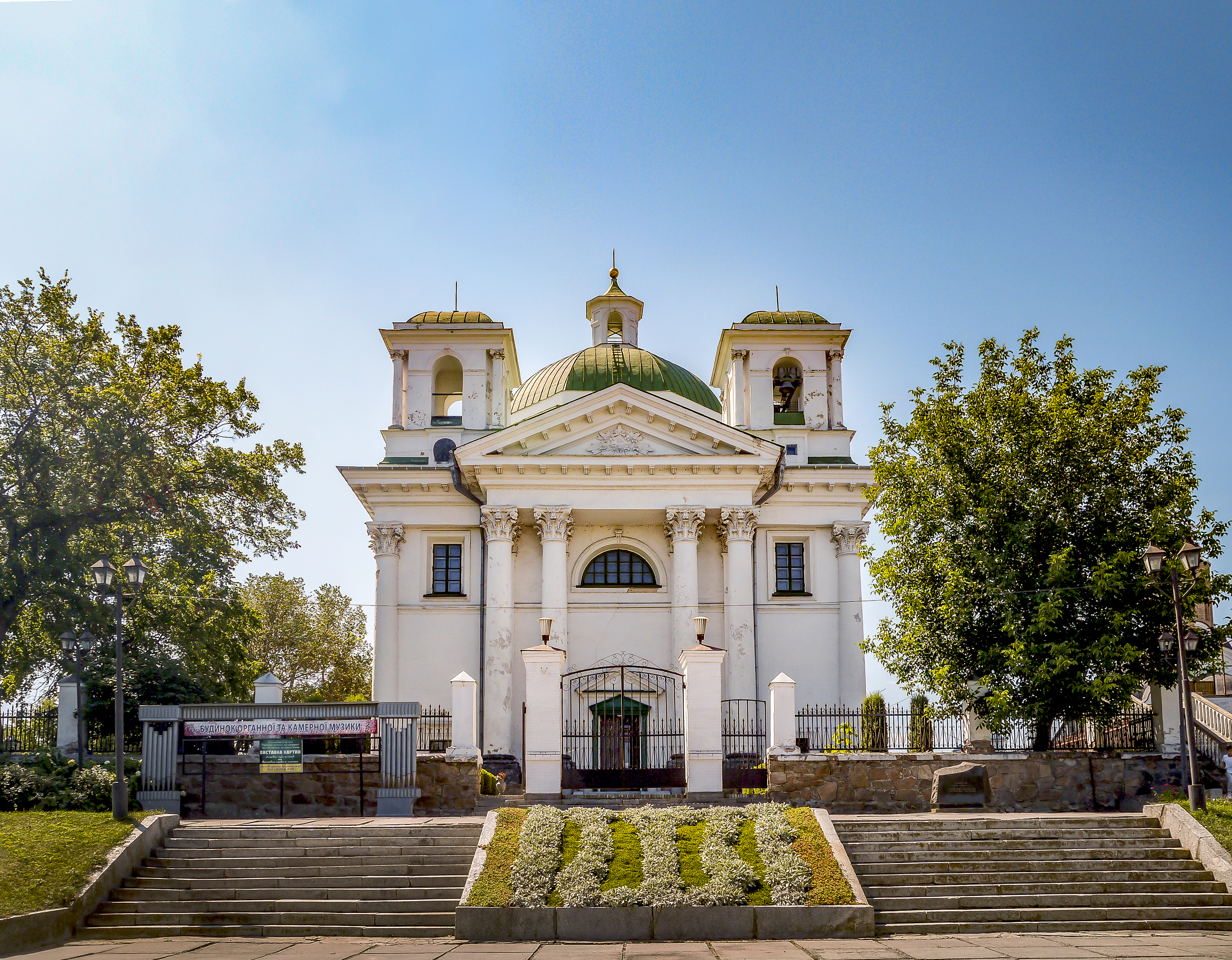
Katholische Kirche

Bila Zerkwa (ukrainisch Біла Церква, russisch Белая Церковь, Belaja Zerkow, polnisch Biała Cerkiew) ist eine Stadt in der ukrainischen Oblast Kiew mit etwa 200.000 Einwohnern. Sie liegt am Ufer des Ros rund 80 Kilometer südwestlich von Kiew.

## Geschichte
Die Stadt, deren Name „Weiße Kirche“ bedeutet, wurde 1032 von Kiewer Großfürst Jaroslaw I. gegründet. Grundmauern der frühen orthodoxen Kirche wurden freigelegt. Ab 1363 gehörte sie zum Großfürstentum Litauen, seit 1569 zu Polen-Litauen. 1651 wurde hier ein Vertrag zwischen Polen und den ukrainischen Kosaken unter Bohdan Chmelnyzkyj unterschrieben. 1589 erhielt die Ortschaft das Magdeburger Stadtrecht. 1646 gab es in Bila Zerkwa rund 100 jüdische Haushalte.

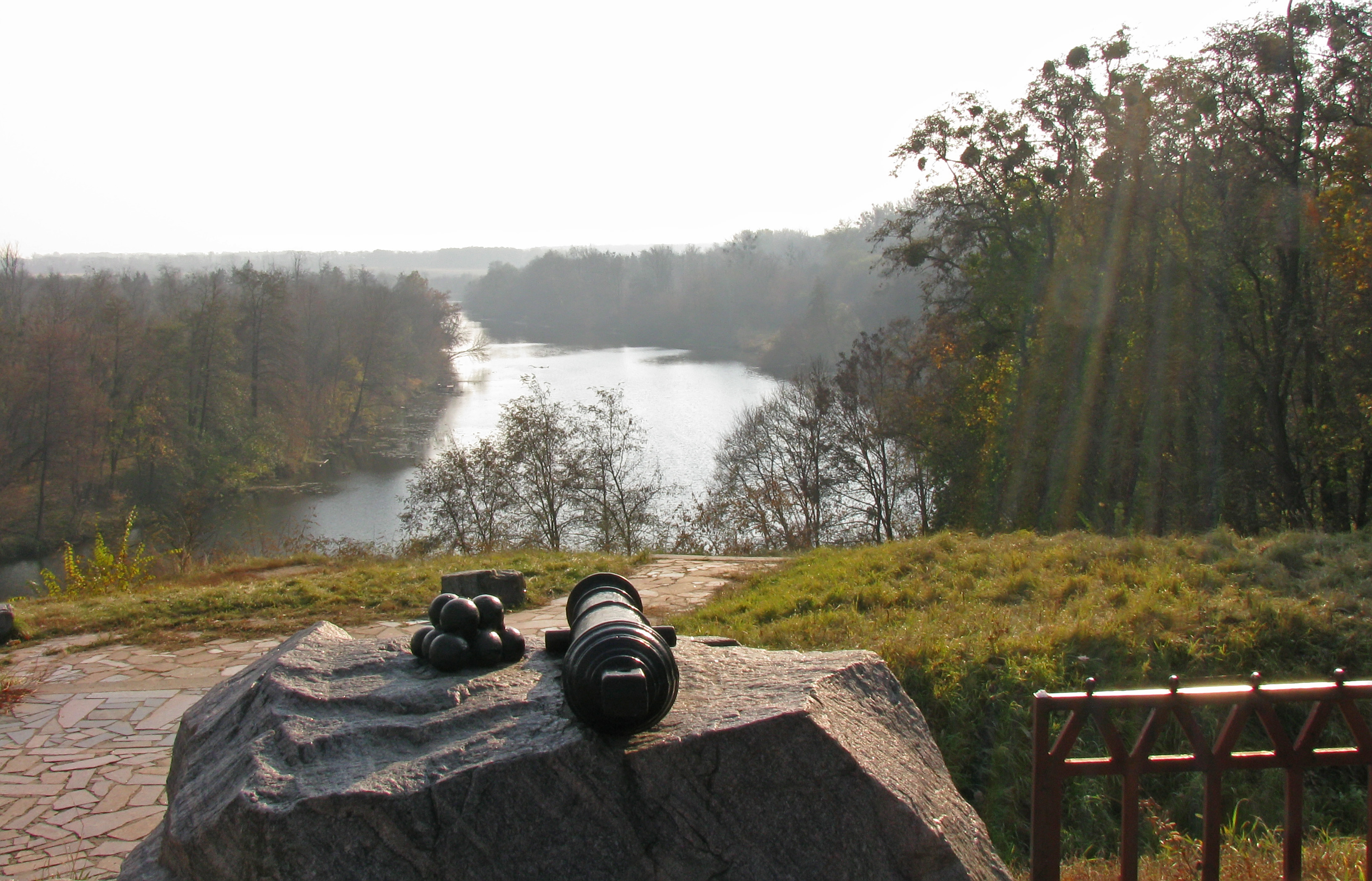
Dendrologischer Park Oleksandrija

Nach der dritten Teilung Polens 1795 kam die Stadt zum Russischen Reich. Im 19. Jahrhundert war Bila Zerkwa eine bedeutende Marktstadt. Zu Zeiten der Sowjetunion wurde Bila Zerkwa zu einer Großstadt und zu einem bedeutenden Industriestandort (Maschinenbau, Bauindustrie).
Während der deutschen Besetzung der Stadt im Zweiten Weltkrieg wurden am 22. August 1941 beim Massaker in Belaja Zerkow auf Anordnung von Generalfeldmarschall Walter von Reichenau nach der Ermordung aller 800–900 ortsansässigen jüdischen Männer und Frauen zwischen dem 8. und 19. August auch 90 jüdische Kinder im Alter von einem bis sieben Jahren durch die Einsatzgruppe C erschossen.
In Bila Zerkwa befindet sich das Mitte des 19. Jahrhunderts erbaute Gebäude der Großen Synagoge, das heute als Fachhochschule dient, sowie eine 400 Hektar große und prächtige Gartenanlage namens Oleksandrija, die bereits 1788 auf Befehl der Frau des polnischen Hetmans Franciszek Ksawery Branicki angelegt wurde. Des Weiteren befindet sich in der Stadt ein klassizistischer katholischer Kirchenbau, der gegenwärtig als Kirche und Konzertsaal genutzt wird.
Während des Russischen Überfalls auf die Ukraine wurde die Stadt in der Nacht vom 4. zum 5. Oktober 2022 Ziel eines Angriffs mit Iranischen HESA-Shahed-136-Kamikazedrohnen. Ein Feuer brach aus und es gab mindestens einen Verletzten.

## Verwaltungsgliederung
Am 12. Juni 2020 wurde die Stadt zum Zentrum der neugegründeten Stadtgemeinde Bila Zerkwa (Білоцерківська міська громада/Bilozerkiwska miska hromada). Zu dieser zählen auch die Siedlung städtischen Typs Teresyne und die 15 in der untenstehenden Tabelle aufgelisteten Dörfer, bis dahin bildete sie die gleichnamige Stadtratsgemeinde Bila Zerkwa (Білоцерківська міська рада/Bilozerkiwska miska rada) unter Oblastverwaltung stehend im Zentrum des ihn umgebenden Rajons Bila Zerkwa.
Am 17. Juli 2020 kam es im Zuge einer großen Rajonsreform zum Anschluss des Rajonsgebietes an den Rajon Bila Zerkwa.
Folgende Orte sind neben dem Hauptort Bila Zerkwa Teil der Gemeinde:
| Name                     | Name             | Name                                   |
| ukrainisch transkribiert | ukrainisch       | russisch                               |
| ------------------------ | ---------------- | -------------------------------------- |
| Chrapatschi              | Храпачі          | Храпачи                                |
| Drosdy                   | Дрозди           | Дрозды                                 |
| Hajok                    | Гайок            | Гаёк (Hajek)                           |
| Hlybotschka              | Глибочка         | Глыбочка (Glybotschka)                 |
| Hluschky                 | Глушки           | Глушки (Gluschki)                      |
| Horodyschtsche           | Городище         | Городище (Gorodischtsche)              |
| Masepynzi                | Мазепинці        | Мазепинцы (Masepinzy)                  |
| Pischtschana             | Піщана           | Песчаная (Pestschanaja)                |
| Pylyptscha               | Пилипча          | Пилипча (Piliptscha)                   |
| Schkariwka               | Шкарівка         | Шкаровка (Schkarowka)                  |
| Skrebyschi               | Скребиші         | Скребыши                               |
| Sydory                   | Сидори           | Сидоры (Sidory)                        |
| Teresyne                 | Терезине         | Терезино (Teresino)                    |
| Tomyliwka                | Томилівка        | Томиловка (Tomilowka)                  |
| Wilna Tarassiwka         | Вільна Тарасівка | Вольная Тарасовка (Wolnaja Tarassowka) |
| Wolodymyriwka            | Володимирівка    | Владимировка (Wladimirowka)            |

## Bevölkerung

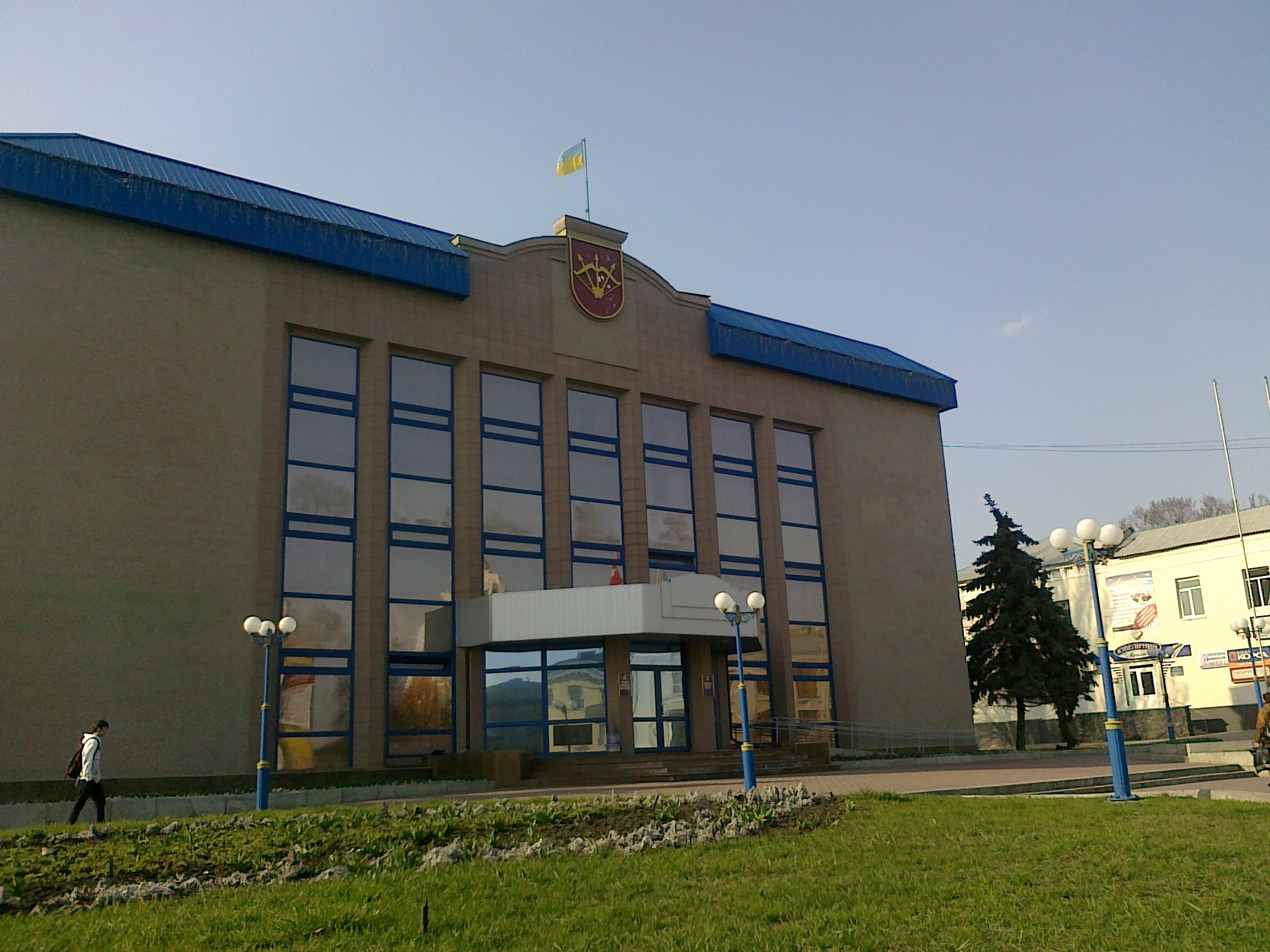
Rathaus

Nach den Daten der Volkszählung aus dem Jahr 2001 bestand die Stadtbevölkerung zu 87,4 Prozent aus ethnischen Ukrainern und zu 10,3 Prozent aus Russen. Daneben gibt es kleine jüdische, belarussische und polnische Minderheiten.
In Bila Zerkwa leben mehr Frauen als Männer (52,8 zu 47,2 Prozent).
Entwicklung der Einwohnerzahl (ab 2004 jeweils zum 1. Januar):
- 1970 – 103.000
- 2004 – 203.318
- 2005 – 204.794
- 2006 – 206.120
- 2014 – 211.240

## Städtepartnerschaften
- Xinzhou, Volksrepublik China, seit 1997
- Senaki, Georgien, seit 1997
- Ostrowiec Świętokrzyski, Polen, seit 2001
- Krementschuk, Ukraine, seit 2001
- Púchov, Slowakei, seit 2004
- Tarnów, Polen, seit 2007
- Rajon Solomjanka, Ukraine, seit 2009
- Bijelo Polje, Montenegro, seit 2011
- Vilnius, Litauen, seit 2011
- Itea, Griechenland, seit 2013
- Braunschweig, Deutschland, seit 2022[6]
- Lüneburg, Deutschland, seit 2023[7]

## Persönlichkeiten

### Söhne und Töchter der Stadt
- Jelisaweta Woronzowa (1792–1880), Adlige, Hofdame und Vizekönigin des Kaukasus
- Isidor Hilberg (1852–1919), Gräzist, Rektor der Universität Czernowitz
- Michail Ossipowitsch Eisenstein (1867–1920), Architekt, Vater des Filmregisseurs Sergej Eisenstein
- Róża Czacka (1876–1961), römisch-katholische Ordensfrau
- Awrelija Iossifowna Dobrowolskaja (1881–1942), Opernsängerin und Gesangslehrerin
- Jossele Rosenblatt (1882–1933), ukrainischer Chasan und Komponist
- Moshe Lifshits (1894–1940), jiddischer Dichter
- Benzion Wul (1903–1985), Physiker
- Boris Samoilowitsch Jampolski (1912–1972), Journalist und Schriftsteller
- Juri Wladimirowitsch Linnik (1915–1972), russischer Mathematiker
- Ljudmila Pawlitschenko (1916–1974), sowjetische Scharfschützin
- Dawid Bronstein (1924–2006), Schachgroßmeister, Vizeweltmeister 1951
- Wadim Tumanow (1927–2024), russischer Bergbau-Unternehmer
- Alexander Wassiljewitsch Medwed (1937–2024), Ringer und belarussischer Sportfunktionär
- Feofan Galinskij (1954–2017), russisch-orthodoxer Erzbischof von Berlin und Deutschland
- Artur Walerjewitsch Dmitrijew (* 1968), Eiskunstläufer
- Wolodymyr Djudja (* 1983), Radrennfahrer
- Switlana Tschernjawska (* 1984), Gewichtheberin
- Maksym Pustoswonow (* 1987), Basketballspieler
- Oksana Kljatschyna (* 1997), Radsportlerin

### Mit der Stadt verbunden
- Nikolai Iwanowitsch Wawilow (1887–1943), russischer Biologe